# Underrättelseoperationen i Stockholms skärgård 2014

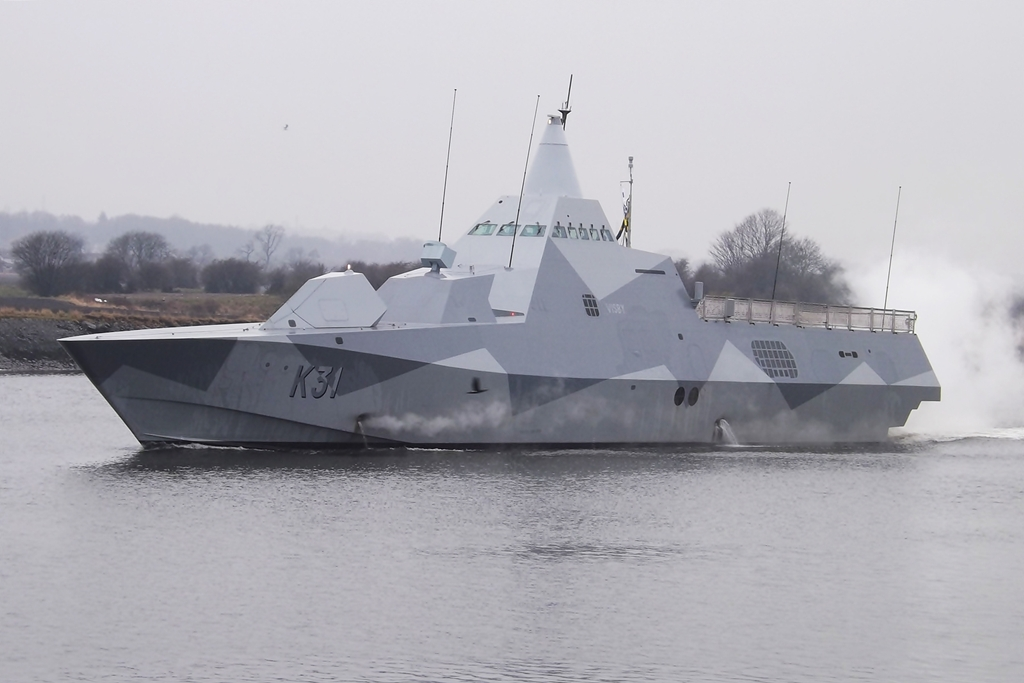

Underrättelseoperationen  i Stockholms skärgård (kallad Operation Örnen) var en militär operation som pågick i Stockholms mellersta skärgård i mitten av oktober 2014. Försvarsmakten beskrev den som en "underrättelseoperation" som "syftar till att kunna bekräfta främmande undervattensverksamhet". Enheter från Fjärde sjöstridsflottiljen, Amfibieregementet, Helikopterflottiljen, Sjöinfobat med marinens radio, sjöinformationskompaniet på Muskö och Hemvärnet deltog. Insatsen inleddes efter en observation från en privatperson som Försvarsmakten betecknar som en trovärdig källa. Försvarsmakten har presenterat en bild på ett okänt föremål, som setts i samband med sökandet. Inledningsvis koncentrerades sökningarna till Kanholmsfjärden, och flyttades senare söderut till Nämdöfjärden och Jungfrufjärden.[källa behövs] Operationen avbröts 24 oktober och uppskattas ha kostat cirka 20 miljoner kronor.
Den 14 november samma år gjordes det gällande, vid en presskonferens på Rosenbad, att en ubåt kränkt svenskt territorium. Detta efter Försvarsmaktens analys av den inhämtade informationen. Under denna presskonferens medverkade statsminister Stefan Löfven, försvarsminister Peter Hultqvist och Sveriges dåvarande överbefälhavare Sverker Göransson. Statsminister Stefan Löfven underströk tydligt under presskonferensen allvaret i den påstådda kränkningen och Försvarsmaktens förmåga att nyttja militära medel om så skulle behövas vid en framtida liknande händelse.   

## Händelseutveckling

### Signalspaningen, observationer och  underrättelseoperation
Enligt medieuppgifter, som inte har bekräftats av Försvarsmakten, uppfattade Försvarets radioanstalt på kvällen den 16 oktober ett radiosamtal på ryska, som sändes på en speciell rysk nödradiofrekvens. Ungefär 14 timmar senare, vid middagstid fredagen den 17 oktober upptäcktes misstänkt främmande undervattensverksamhet i Stockholms skärgård. Enligt försvarsledningen var det en trovärdig privatperson som larmade Försvarsmakten. Försvarsledningen har bekräftat att ett par hundra personer från Fjärde sjöstridsflottiljen, Amfibieregementet, Helikopterflottiljen och Hemvärnet deltar i en underrättelseoperation som är fokuserad i Kanholmsfjärden och närliggande områden som Nämdöfjärden nordost om Dalarö och vattnet utanför Harö i Eknösundet. Försvaret satte redan ett par timmar efter den optiska observationen in minröjningsfartyget HMS Ven samt korvetterna HMS Sundsvall och HMS Visby. Enligt medieuppgifter har även korvetten HMS Stockholm och det stora stabsfartyget HMS Trossö rört sig i området. Enligt obekräftade uppgifter till media avlyssnade samma kväll vid 22-tiden signalspaningen krypterad rysk radiotrafik, som pejlades och visade att sändarna befann sig i närheten av Kanholmfjärden och i ryska Kaliningrad där stora delar av den ryska Östersjöflottan och olika specialförband, Spetsnaz finns. Det är känt att Östersjöflottan har miniubåtar.

### Ryska och nederländska reaktioner
Ryska försvarsdepartementet uttalade 19 oktober: "Ryska marinens ubåtar, liksom fartygen på ytan, utför uppgifter i det globala havet enligt plan". Den statliga ryska nyhetsbyrån Ria Novosti rapporterade 20 oktober att ubåten Sverige letar efter troligen är nederländsk och hänvisade till en källa i ryska försvarsdepartementet. Där hänvisades till ubåten Bruinvis som veckan före deltog i Nato-övningen "Northern Archer" i Östersjön. Marloes Visser, talesperson för det nederländska försvarsdepartementet avvisade de ryska påståendena.

### Försvarsmaktens presskonferens 19 oktober
På en presskonferens 19 oktober släppte Försvarsmakten en bild på ett misstänkt föremål som sades vara tagen av en privatperson i Jungfrufjärden i södra delen av skärgården. Detta visade sig snabbt vara felaktigt. Medier studerade bilden och kartan och försökte hitta platsen utan att lyckas och flera detaljer på bilden tydde på att den tagits på någon annan plats. Då Försvarsmyndigheten konfronterades med detta kom Försvarsmaktens presschef Philip Simon med nya uppgifter om att den plats man först angivit var felaktig för att inte "hjälpa främmande makt" och att föremålet i verkligheten sågs på en annan plats i området. Försvarsmaktens informationsdirektör Erik Lagersten publicerade samma kväll som avslöjandet kom en ursäkt på Försvarsmaktens hemsida där man beklagade att positionsuppgifterna varit felaktiga:
"Som ansvarig för Försvarsmaktens informationstjänst konstaterar jag att vi brustit i eftertanke. I en skarp militär verksamhet så behöver varje ord vägas på guldvåg och jag skulle ha varit mer aktsam i kontrollen av våra formuleringar så att inte oklarhet skulle uppstått om vår avsikt med publiceringen"

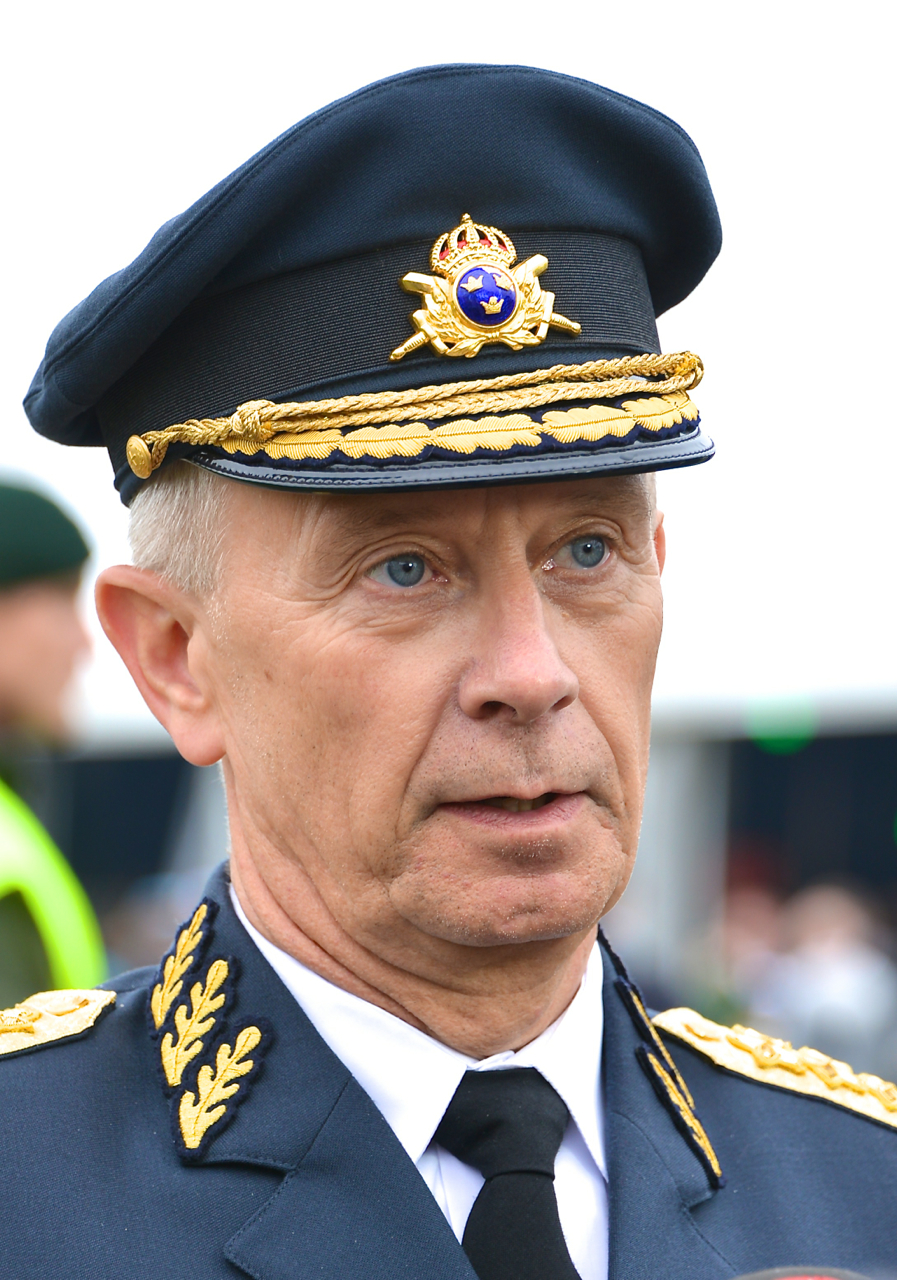
Överbefälhavaren Sverker Göranson.

Dagen efter gav ÖB Sverker Göranson sin version av händelseförloppet, nämligen att det hela var ett misstag.
Bilden är en av tre observationer som Försvarsmakten hävdat är trovärdiga och som låg till grund för den upptrappade insats som leddes av kommendör Jonas Wikström. Observationer har utöver den först påstådda i Jungfrufjärden skett i Kanholmsfjärden och  Nämdöfjärden 17 och 19 oktober. Konteramiral Anders Grenstad från Försvarsmakten uttalade vid den tidpunkten att det är troligt att det pågår undervattensverksamhet i form av en ubåt, en mindre ubåt, eller dykare i ett mindre fartyg och att operationen kommer att fortsätta med målet att kunna verifiera främmande undervattensverksamhet, men att de inte har några säkra uppgifter om vad det egentligen handlar om, vilket land som eventuellt bedriver undervattensverksamhet eller vad den misstänkta verksamheten bestått i. Försvarsmakten har uppgett att det inte är säkert att vi någonsin får några klara bekräftelser. Försvarsmakten avfärdade också officiellt uppgifterna om att ett nödsamtal på ryska skulle ha snappats upp 16 oktober och Grenstad ville inte under presskonferensen kommentera uppgifterna om radiokommunikation mellan Kanholmsfjärden och Kaliningrad 17 oktober. Försvarsmakten uppgav även att man inte har några indicier beträffande vilken nation som kan ligga bakom kränkningen.

### Försvarsmaktens presskonferens 21 oktober
På en presskonferens 21 oktober uppgav den biträdande insatschefen, konteramiral Anders Grenstad att ytterligare två ytobservationer hade gjorts av allmänheten. Dessa bedömdes som tillräckligt intressanta för att fortsätta ubåtsjakten. Det meddelades även att Försvarsmakten sökte efter något eller någon som kränkt Sveriges territoriella integritet och att Försvarsmakten först när det är bekräftat att det verkligen rör sig om kränkningar kommer att ange vilken nation det kan röra sig om.
Försvaret hade tidigare uppgett sig ha säkra bevis via sina undervattenssensorer, men senare fick de ”ny information” som gör att man inte tagit med detta i rapporten till regeringen.

## Finsk kritik mot operationen
Den 25 oktober kritiserade Finlands försvarsminister Carl Haglund sättet som det svenska försvaret hanterat informationen om operationen på. Han sade att man i Finland hade valt att ”inte ställa till med farser”, såvida man inte hade bevis för att främmande undervattensverksamhet ägt rum. Haglund menade också att det svenska försvarets trovärdighet kunde skadas om man inte presenterade bevis för att det funnits en anledning att påbörja ubåtsjakten. Försvarsmaktens presschef Philip Simon bemötte den finska kritiken samma dag. Han sade sig inte vilja spekulera i om förtroendet för Försvarsmakten kunde skadas och att man för närvarande bearbetade den information man inhämtat under underrättelseoperationen.